# Alfa Romeo Cuneo
L' Alfa Romeo 33 Pininfarina Cuneo est un concept car produit par Alfa Romeo et la Carrozzeria Pininfarina en 1971. Il est basé sur l'Alfa Romeo 33.

## Histoire
L'Alfa Romeo 33 Cuneo a été dévoilée au Salon de l'automobile de Bruxelles en 1971 et surprit la presse spécialisée comme le public par ses lignes tendues et carrées, en opposition totale avec les lignes rondes habituelles en vogue dans les années 1960. Son nom, qui en italien veut dire « coin », lui a été donné justement parce que son profil est en forme de coin.
L'étude de style est due au designer turinois de la Carrozzeria Pininfarina, Paolo Martin. L'unique exemplaire produit est exposé au musée historique Alfa Romeo d'Arese, près de Milan.
Sur la même base de l'Alfa Romeo 33, plusieurs autres études de style et prototypes ont été réalisés :
- Alfa Romeo Tipo 33#Alfa Romeo 33 Stradale
- Alfa Romeo 33 Bertone Carabo
- Alfa Romeo 33 Pininfarina Coupé Prototipo Speciale
- Alfa Romeo 33 Italdesign Iguana
- Alfa Romeo 33 Bertone Navajo